# ベゾアルステーン
『ベゾアルステーン』は、日本のヴィジュアル系ロックバンドであるメガマソが2012年10月3日にリリースした通算12枚目のシングルである。

## 概要
本作は前作『SWAN SONG』から続いている三部作の2作目で、テーマとなっている季節は秋。

## 販売形態
- ベゾアルステーン 初回限定盤 （CD+DVD）
- ベゾアルステーン 通常盤 （CD）

## 収録曲

### 初回限定盤
1. ベゾアルステーン
  - 作詞・作曲：涼平
  - 曲名については本人のブログで「ベゾアルステーンは万病の薬なんですが馬や牛の胆石と言われているのです。[1]」と解説されており、CDの帯には「ベゾアルステーン…牛などの腹中より出でる解毒薬。(和漢三才図会、等より)」と書かれている。
2. セルフィッシュ
  - 作詞・作曲：インザーギ

- DVD
  - 「ベゾアルステーン」 (ミュージック・ビデオ）

### 通常盤
1. ベゾアルステーン
2. セルフィッシュ
3. ヒステリシス
  - 作詞・作曲：涼平